# العلاقات الأرجنتينية المالطية
العلاقات الأرجنتينية المالطية هي العلاقات الثنائية التي تجمع بين الأرجنتين ومالطا.

## مقارنة بين البلدين
هذه مقارنة عامة ومرجعية للدولتين:
| وجه المقارنة                                              | الأرجنتين                                               | مالطا                                                     |
| --------------------------------------------------------- | ------------------------------------------------------- | --------------------------------------------------------- |
| المساحة (كم2)                                             | 2.78 مليون                                              | 316                                                       |
| عدد السكان (نسمة)                                         | 44.27 مليون                                             | 465.29 ألف                                                |
| الكثافة السكانية (ن./كم²)                                 | 15.92                                                   | 147.24 ألف                                                |
| العاصمة                                                   | بوينس آيرس                                              | فاليتا                                                    |
| اللغة الرسمية                                             | اللغة الإسبانية                                         | اللغة المالطية، لغة إنجليزية                              |
| العملة                                                    | البيزو الأرجنتيني 1983 ‏، بيزو أرجنتيني، أسترال أرجنتيني | يورو، ليرة مالطية                                         |
| الناتج المحلي الإجمالي (بليون دولار)                      | 637.59 مليار                                            | 12.54 مليار                                               |
| الناتج المحلي الإجمالي (تعادل القوة الشرائية) بليون دولار | 883.02 مليار                                            | 14.68 مليار                                               |
| الناتج المحلي الإجمالي الاسمي للفرد دولار أمريكي          | 13.43 ألف                                               | 22.60 ألف                                                 |
| الناتج المحلي الإجمالي للفرد دولار أمريكي                 |                                                         |                                                           |
| مؤشر التنمية البشرية                                      | 0.827                                                   | 0.839                                                     |
| رمز المكالمات الدولي                                      | +54                                                     | +356                                                      |
| رمز الإنترنت                                              | .ar                                                     | .mt                                                       |
| المنطقة الزمنية                                           | 00                                                      | توقيت وسط أوروبا، ت ع م+01:00، ت ع م+02:00، أوروبا/مالطا ‏ |

## منظمات دولية مشتركة
يشترك البلدان في عضوية مجموعة من المنظمات الدولية، منها:
| علم المنظمة | اسم المنظمة                               | تاريخ انضمام الأرجنتين | تاريخ انضمام مالطا |
| ----------- | ----------------------------------------- | ---------------------- | ------------------ |
|             | المنظمة الهيدروغرافية الدولية             | ?                      | ?                  |
|             | مؤسسة التمويل الدولية                     | 13 أكتوبر 1959         | 1 يونيو 2005       |
|             | منظمة حظر الأسلحة الكيميائية              | ?                      | ?                  |
|             | يونسكو                                    | 15 سبتمبر 1948         | 10 فبراير 1965     |
|             | الأمم المتحدة                             | 24 أكتوبر 1945         | 1 ديسمبر 1964      |
|             | الاتحاد الدولي للاتصالات                  | 1889                   | 1965               |
|             | منظمة الشرطة الجنائية الدولية             | ?                      | ?                  |
|             | البنك الدولي للإنشاء والتعمير             | 20 سبتمبر 1956         | 26 سبتمبر 1983     |
|             | الاتحاد البريدي العالمي                   | ?                      | ?                  |
|             | مجموعة أستراليا                           | 1993                   | 2004               |
|             | المركز الدولي لتسوية المنازعات الاستشارية | 18 نوفمبر 1994         | 3 ديسمبر 2003      |
|             | وكالة ضمان الاستثمار متعدد الأطراف        | 11 فبراير 1992         | 12 سبتمبر 1990     |
|             | منظمة التجارة العالمية                    | ?                      | ?                  |
|             | الفريق المعني برصد الأرض                  | ?                      | ?                  |
|             | مجموعة الموردين النوويين                  | ?                      | ?                  |

## وصلات خارجية
- موقع وزارة الخارجية الأرجنتينية
- موقع وزارة الخارجية المالطية